# SN 1982C
SN 1982C – supernowa typu Ia odkryta 18 lutego 1982 roku w galaktyce NGC 4185. W momencie odkrycia miała maksymalną jasność 16,40m.